# Pueblo abanko

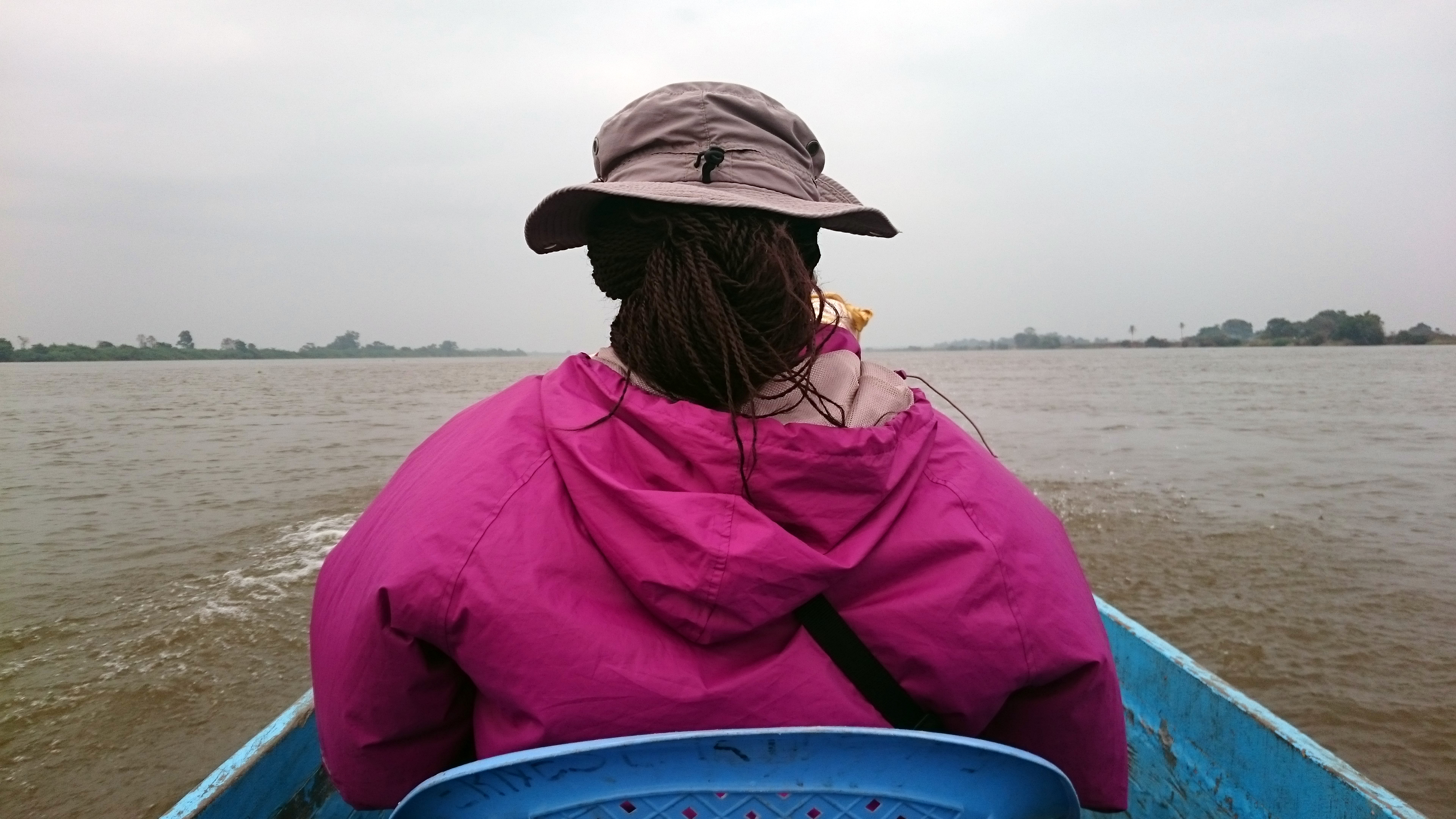
Navegación moderna por el río Congo

El pueblo abanko habita en el sur de la República del Congo, en el entorno de su capital Brazzaville. Su economía tradicional se basa en la agricultura de subsistencia y la ganadería. Explotan el aceite de palma.

## Historia

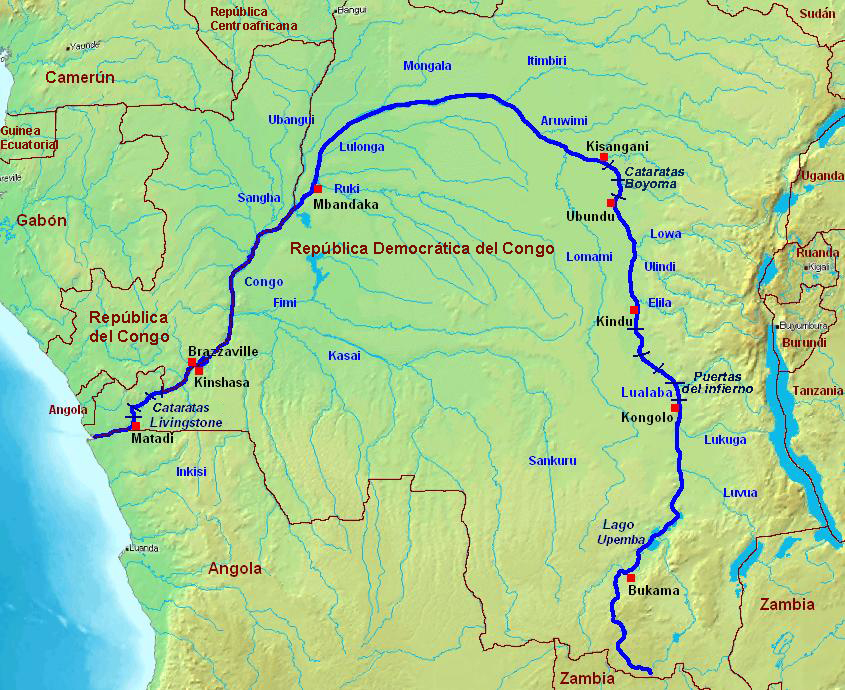
Río Congo

Entre los siglos XIII y XIV la influencia bantú en la zona creó varios reinos destacando el del Congo. Los bantúes trajeron una economía basada en una incipiente agricultura, la recolección y la caza silvestre. Se estima que dominaron la región sobre el primer milenio de nuestra era. Llegaron desde la selva húmeda de la frontera entre Camerún y Nigeria. Su expansión se dio en pequeños grupos como los abanko, que se fueron asentando en tierras más al sur. En el caso de los abanko sobre el tramo medio bajo del río Congo.
En la era precolonial la región al sur de la actual República del Congo y las tierras fronterizas contiguas de Angola y la República Democrática del Congo eran centro del tráfico esclavista dominado por el reino Bateke. Actividad que desarrollaban para comerciar y abastecer a ingleses y franceses.
Las poblaciones locales resistieron los embates colonialistas portugueses de 1482, cuando intentaron ocupar sus territorios en la desembocadura del río Congo, al mando de Diogo Cao.
Los portugueses mantuvieron los intentos colonizadores de la zona a través de misiones evangelizadoras, el comercio y más tarde con expediciones militares.
A finales del siglo XIX el tráfico de esclavos fue substituido por la explotación del caucho y el aceite de palma. Actividad que interesó al colonialismo francés.
Las zonas residencia del pueblo abanko se encuentra en el departamento de Pool, zona recién colonizada en la década de1880 por fuerzas francesas al mando de Savorgnan de Brazza. La invasión francesa diezmó a los pueblos nativos de la zona, estimándose que entre 1880 y el primer cuarto de siglo XX fueron asesinados dos tercios de los habitantes.
El pueblo abanko pasó a formar parte de la República del Congo como país independiente a partir del 15 de agosto de 1960.

## Bibliofrafía
- Cortés López, José Luis (2009). Diccionario histórico-etnográfico de los pueblos de África. Madrid, España: Mundo Negro. ISBN 9788472952102. OCLC 608095847.
- Hamed, et al, Amir (2005). Guía del mundo 2005-2006 : el mundo visto desde el sur.. Montevideo, Uruguay: Instituto del Tercer Mundo. ISBN 9788489743397. OCLC 1232454288.